# 抓氢键

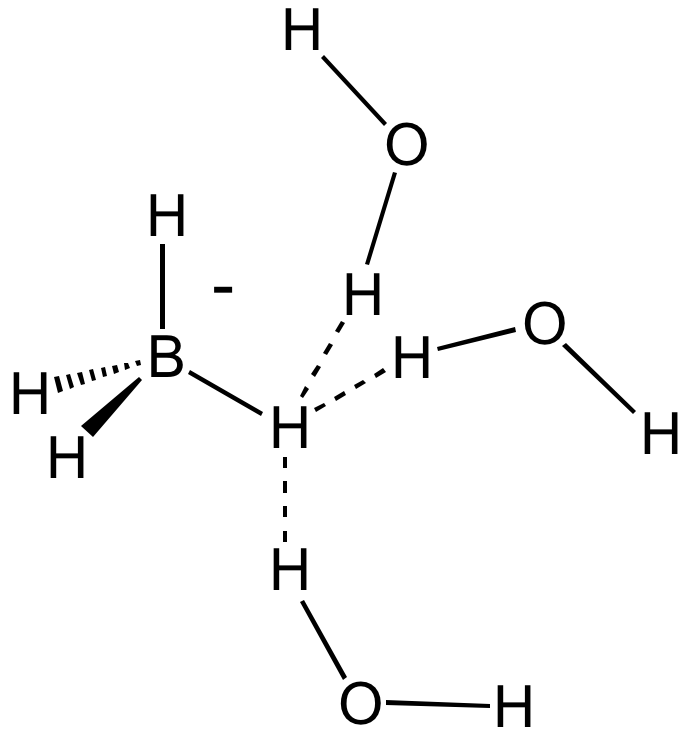
NaBH_{4}(H_{2}O)_{2}中的抓氢键

抓氢键（又称agostic键）是一种烷基、烯基、炔基或芳基中的氢与过渡金属间形成的3c2e键。

## 概念
- 抓氢键（agostic bond）用C-H⇀M或B-H⇀M表示

## 与氢键比较
- 抓氢键和氢键X-H...Y不同：
  1. 氢键中的氢原子是和电负性高的Y原子相吸引，而抓氢键中金属原子M的正电性越强，吸引力越大
  2. 氢键是三中心四电子体系，而抓氢键是三中心二电子体系

## 作用
- 抓氢键C-H⇀M键削弱了C-Hσ键，在金属有机反应中，能使氢原子转移到金属原子上，容易进行消除反应。

## 名称的由来
- 英语agostic一词来自希腊文，意思是“抓住紧靠其近旁”，故采用“抓氢键”翻译。